# Olendon
Olendon és un municipi francès situat al departament de Calvados i a la regió de Normandia. L'any 2007 tenia 184 habitants.

## Demografia

### Població
El 2007 la població de fet d'Olendon era de 184 persones. Hi havia 60 famílies de les quals 8 eren unipersonals (8 dones vivint soles i 8 dones vivint soles), 32 parelles sense fills, 16 parelles amb fills i 4 famílies monoparentals amb fills.
La població ha evolucionat segons el següent gràfic:
Habitants censats

### Habitatges
El 2007 hi havia 73 habitatges, 65 eren l'habitatge principal de la família, 5 eren segones residències i 3 estaven desocupats. 71 eren cases i 1 era un apartament. Dels 65 habitatges principals, 58 estaven ocupats pels seus propietaris, 5 estaven llogats i ocupats pels llogaters i 2 estaven cedits a títol gratuït; 1 tenia una cambra, 2 en tenien dues, 10 en tenien tres, 19 en tenien quatre i 34 en tenien cinc o més. 46 habitatges disposaven pel capbaix d'una plaça de pàrquing. A 29 habitatges hi havia un automòbil i a 34 n'hi havia dos o més.

### Piràmide de població
La piràmide de població per edats i sexe el 2009 era:
| Homes | Edats   | Dones |
| ----- | ------- | ----- |
| 0     | 95 o +  | 0     |
| 0     | 90 a 94 | 0     |
| 0     | 85 a 89 | 0     |
| 8     | 80 a 84 | 4     |
| 4     | 75 a 79 | 0     |
| 4     | 70 a 74 | 0     |
| 4     | 65 a 69 | 8     |
| 0     | 60 a 64 | 0     |
| 8     | 55 a 59 | 8     |
| 4     | 50 a 54 | 8     |
| 8     | 45 a 49 | 4     |
| 4     | 40 a 44 | 8     |
| 8     | 35 a 39 | 0     |
| 4     | 30 a 34 | 12    |
| 4     | 25 a 29 | 0     |
| 12    | 20 a 24 | 4     |
| 4     | 15 a 19 | 8     |
| 12    | 10 a 14 | 8     |
| 8     | 5 a 9   | 4     |
| 4     | 0 a 4   | 4     |

## Economia
El 2007 la població en edat de treballar era de 123 persones, 83 eren actives i 40 eren inactives. De les 83 persones actives 80 estaven ocupades (47 homes i 33 dones) i 4 estaven aturades (2 homes i 2 dones). De les 40 persones inactives 11 estaven jubilades, 13 estaven estudiant i 16 estaven classificades com a «altres inactius».

### Ingressos
El 2009 a Olendon hi havia 63 unitats fiscals que integraven 180 persones, la mediana anual d'ingressos fiscals per persona era de 16.061 €.

### Activitats econòmiques
Dels 4 establiments que hi havia el 2007, 1 era d'una empresa extractiva, 1 d'una empresa de comerç i reparació d'automòbils, 1 d'una empresa d'hostatgeria i restauració i 1 d'una empresa classificada com a «altres activitats de serveis».
L'any 2000 a Olendon hi havia 11 explotacions agrícoles que ocupaven un total de 288 hectàrees.

## Equipaments sanitaris i escolars
El 2009 hi havia una escola elemental integrada dins d'un grup escolar amb les comunes properes formant una escola dispersa.

## Poblacions més properes
El següent diagrama mostra les poblacions més properes.